# Atmosferski elektricitet
Atmosferski elektricitet su električni naboji, električne struje i električna polja nastali djelovanjem različitih ionizatora Zemljine atmosfere: zračenjem tvari u Zemljinoj kori i atmosferi, kozmičkim zračenjem, zračenjem Sunca. Kao ionizatori u atmosferi mogu katkada djelovati i drugi izvori, kao što su to grmljavinski procesi u oblacima, toplinski (termički) ionizatori (kod vulkanskih erupcija i šumskih požara) te procesi pri kojima se razbijaju kapljice vode. B. Franklin je 1752. otkrio niz električnih pojava vezanih uz grom (i izumio gromobran). Iste je godine Pierre Charles Lemonnier utvrdio da u atmosferi i za lijepa vremena postoji električni naboj.

## Objašnjenje
Zrak između površine Zemlje i ionosfere dobar je električni izolator. Nasuprot tomu, Zemljina površina i ionosfera mnogo su bolji električni vodiči električnoga naboja i imaju približno stalan (konstantan) električni potencijal. Tako površina Zemlje, atmosferski sloj i ionosfera čine golem kuglasti električni kondenzator. Razlika električnog potencijala između Zemljine površine i električki vodljiva sloja u donjoj ionosferi na oko 70 do 80 kilometara visine iznosi oko 300 000 V. Ona uzrokuje nastanak električne okomite struje između obaju vodećih slojeva, koja iznosi iznad čitave Zemlje oko 1 500 A. Za lijepa vremena električno polje usmjereno je od pozitivno nabijene ionosfere prema negativno nabijenu tlu. Razlika u potencijalu uz površinu tla iznosi u prosjeku 130 V po metru visine i brzo opada prema većim visinama. Na granici troposfere (oko 10 kilometara visine) električno polje atmosfere gotovo iščezava. Strujanjem električnoga naboja u atmosferi za lijepa vremena uklanjaju se razlike električnih potencijala, no električno polje ipak se ne mijenja, jer se u atmosferi stalno odvijaju procesi koji djeluju u suprotnom smjeru, kao električni generatori u atmosferi, ponajprije grmljavinsko djelovanje. Zbog gibanja električnog naboja u olujnim područjima postoji struja električnih naboja usmjerena od Zemlje prema ionosferi. U olujnim, grmljavinskim područjima oblaci i zračne mase mogu dosegnuti goleme električne potencijale i od više stotina milijuna volti prema Zemlji.

## Munja
Munja je naglo pražnjenje atmosferskog električnoga naboja koncentriranog u olujnim, grmljavinskim oblacima (kumulonimbusima), povezano s pojavom snažnog bljeska i snažnoga zvučnog udara (grom). Unutar grmljavinskih oblaka električni potencijal naraste i do 3 milijuna volti, pa zrak više nije dostatan izolator i nastaje izbijanje električnoga naboja unutar oblaka, prema drugom oblaku, prema okolnomu zraku ili prema tlu (jedno takvo izbijanje na svakih deset). Munja se može vidjeti i na udaljenostima do 150 kilometara.

## Ionosfera
Ionosfera je ionizirani sloj u planetnoj atmosferi. Čestice koje tvore ionosferu su elektroni i pozitivni ioni. Zemljina ionosfera nalazi se na visinama između 50 i 600 kilometara iznad Zemljine površine. Njene dimenzije jako se mijenjaju s promjenama dana i noći, godišnjih doba i Sunčeve aktivnosti. Ionosfera reflektira radio-valove. Ionosfera pokriva dio mezosfere, termosferu i egzosferu, koji je ioniziran Sunčevom radijacijom. Ona je važan dio atmosferskog elektriciteta i gornji dijelovi čine unutrašnji rub magnetosfere. Koristimo je za prijenos radio valova do dalekih mjesta na Zemlji.